# Paraeuryparyphes quadridentatus
Paraeuryparyphes quadridentatus is een rechtvleugelig insect uit de familie Pamphagidae. De wetenschappelijke naam van deze soort is voor het eerst geldig gepubliceerd in 1852 door Brisout de Barneville.